# Classe Tourville
La classe Tourville della Marine nationale, detta anche type F67 ASM, era composta da tre fregate con capacità antisommergibile (ASW).

La prima unità è entrata in servizio nel 1975 e l'ultima nel 1977; tutte e tre le unità sono state dismesse, la prima unità è stata dismessa prematuramente per ragioni economiche nel 1999 e l'ultima unità è stata dismessa nel 2013.

Le tre navi portano i nomi rispettivamente di Anne Hilarion de Costentin de Tourville (1642-1701) viceammiraglio e Maresciallo di Francia, di René Duguay-Trouin (1673-1736) corsaro e contrammiraglio, e di François Joseph Paul de Grasse (1722-1788) viceammiraglio.

## Storia

### Origini
Impostata a Lorient il 22 marzo 1968, l'Aconit (D 609)  o corvetta C65 è immessa in servizio attivo il 30 marzo 1973.
Questo programma di 5 corvette risponde all'aumento delle prestazioni dei sottomarini negli anni 60. La C65 è costruita attorno a due sistemi innovatori e di recente sviluppo: il sonar rimorchiato attivo DUBV43 e il missile porta-siluri Malafon. Questi equipaggiamento la fanno considerare come l'ultima evoluzione degli escorteurs d'escadres della classe T 47 specializzati nella lotta antisommergibile. Le prestazioni in velocità non sono del livello desiderato e la messa a punto della propulsione è lunga e laboriosa.
Il programma si arresta alla prima unità. La concezione delle navi oceaniche antisottomarino è totalmente ripensata e porta il nuovo nome di C67, poi cambiato in F67 type Tourville.

### Sostituzione
Le navi della classe Tourville (3) e della classe Georges Leygues (7) sono sostituite dalle 6 navi della classe Aquitaine in versione ASM.
I nomi delle tre unità della classe Tourville saranno riutilizzati per tre sottomarini nucleari della classe Suffren.

## Caratteristiche

### Descrizione
La classe Tourville è designata come Frégate anti-sous-marines type F 67 (Fregate antisottomarine tipo F 67). Queste fregate di primo rango sono specializzate nella lotta antisommergibile (ASW). Esse imbarcano un elicottero ASW Westland Lynx (armato con 12 siluri Mk 46) e il missile lancia-siluri Malafon, quest'ultimo fu smontato durante le modernizzazioni delle navi tra il 1994 e il 1996. Le F 67 sono equipaggiate di armi per la lotta antinave (missili Exocet e antiaerea (missili Crotale, 2 torrette da 100 mm Mle 68, 2 cannoni automatici da 20 mm F 2 e 4 mitragliatrici da 12,7 mm).
La Tourville e la De Grasse hanno subito tra il 1994 e il 1996 delle modernizzazioni importanti che hanno comportato la disinstallazione del sistema Malafon e l'installazione del sistema SLASM (Système de Lutte Anti-Sous-Marine), un sistema di detezione multistatica.
La Duguay Trouin è stata disarmata prematuramente nel 1999 per ragioni economiche.
Tra i membri dell'equipaggio della Tourville vi era anche un cane, chiamato Taï, nato a Lorient nel 1972, esso imbarca sulla Touville all'inizio del 1973 durante la costruzione della nave e nel 1975, quando la nave entra in servizio attivo, Taï ne faceva parte ufficialmente dell'equipaggio avendo ricevuto la sua carta militare il 22 gennaio 1975.

### SLASM
Lo SLASM (Système de Lutte Anti-Sous-Marine - sistema di lotta anti-sottomarina) è un sistema di detezione multistatica. Esso consiste, per una nave ASW che emette al sonar, di condividere il ritorno dell'eco con un altro sensore (nave, boa, sottomarino), cosa che permette di meglio localizzare il sottomarino nemico. Questo sistema di detezione necessita l'uso di sonar a molto bassa frequenza. Questi sonar, i primi del genere, avevano dei pesanti computer dedicati e soffrivano di una debole potenza di calcolo. Così, ci volevano dodici ore di lavoro a un supercomputer per analizzare dieci minuti di emissioni a bassa frequenza.

### Armamento
Artiglieria
- 2 torretta da 100 mm antiaerea Mle 68 posti a prua; una terza torretta posta a poppa fu sbarcata nel 1980 e sostituita dal sistema Crotale
- 2 cannoni automatici da 20 mm F 2
- 4 mitragliatrici da 12,7 mm
- Siluri
- 2 catapulte fisse per siluri antisottomarini L 5 mod 4 (10 siluri)
- 1 rampa di missile lancia-siluri Malafon, sbarcata durante gli aggiornamenti del 1994-1996

Missili
- 1 sistema Crotale EDIR da 8 missili + 18 in riserva; montato nel 1980 e aggiornato alla versione EDIR (Ecartométrie Différentielle Infra-Rouge) nel 1990
- 6 missili MM 38 EXOCET

### Elettronica
- 2 radars DRBN 34 Racal Decca (navigation et contrôle hélicoptère)
- 1 radar de veille air DRBV 26 A
- 1 radar DRBV 51 B
- 1 radar DRBC-32 D
- 1 sonar DUBV-23
- 1 système SLASM (Système de Lutte Anti-Sous-Marine) qui comprend notamment un sonar remorqué actif à très basse fréquence DSBX-1 avec poisson de 10 tonnes.
- 1 sonar DSBV-62 C
- 1 brouilleur ARBB-32
- 1 détecteur ARBR-16
- 2 lance-leurres Syllex
- 1 système de direction de combat (SDC) SENIT 3 (+ liaison 11)
- Système de transmission par satellite Syracuse 2
- 1 système SEAO/OPSMER
- 1 système d'émission de bulles d'air Prairie-Masker pour réduire les bruits rayonnés
- 1 système Altesse pour l'interception et la localisation des émissions radio

## Unità
| Marine nationale | Marine nationale | Marine nationale | Marine nationale | Marine nationale | Marine nationale     | Marine nationale | Marine nationale |
| Matricola        | Nome             | Cantiere         | Impostazione     | Varo             | Ingresso in servizio | Disarmo          | Note |
| ---------------- | ---------------- | ---------------- | ---------------- | ---------------- | -------------------- | ---------------- | --- |
| D610             | Tourville        | DCAN, Lorient    | 16/03/1970       | 13/05/1972       | 14/06/1975           | 10/11/2011       | Era basata a Brest; dal dicembre 2012 al cimitero navale di Landévennec; dall'ottobre 2014 frangiflutti a Lanvéoc-Poulmic            |
| D611             | Duguay-Trouin    | DCAN, Lorient    | 25/02/1971       | 01/06/1973       | 17/09/1975           | 13/07/1999       | Era basata a Brest; fino al 2014 frangiflutti a Lanvéoc-Poulmic; dal 2014 al cimitero navale di Landévennec in attesa di demolizione |
| D612             | De Grasse        | DCAN, Lorient    | 14/06/1972       | 30/11/1974       | 01/10/1977           | 05/09/2013       | Era basata a Brest; dal settembre 2013 al cimitero navale di Landévennec; dal settembre 2014 frangiflutti a Lanvéoc-Poulmic          |

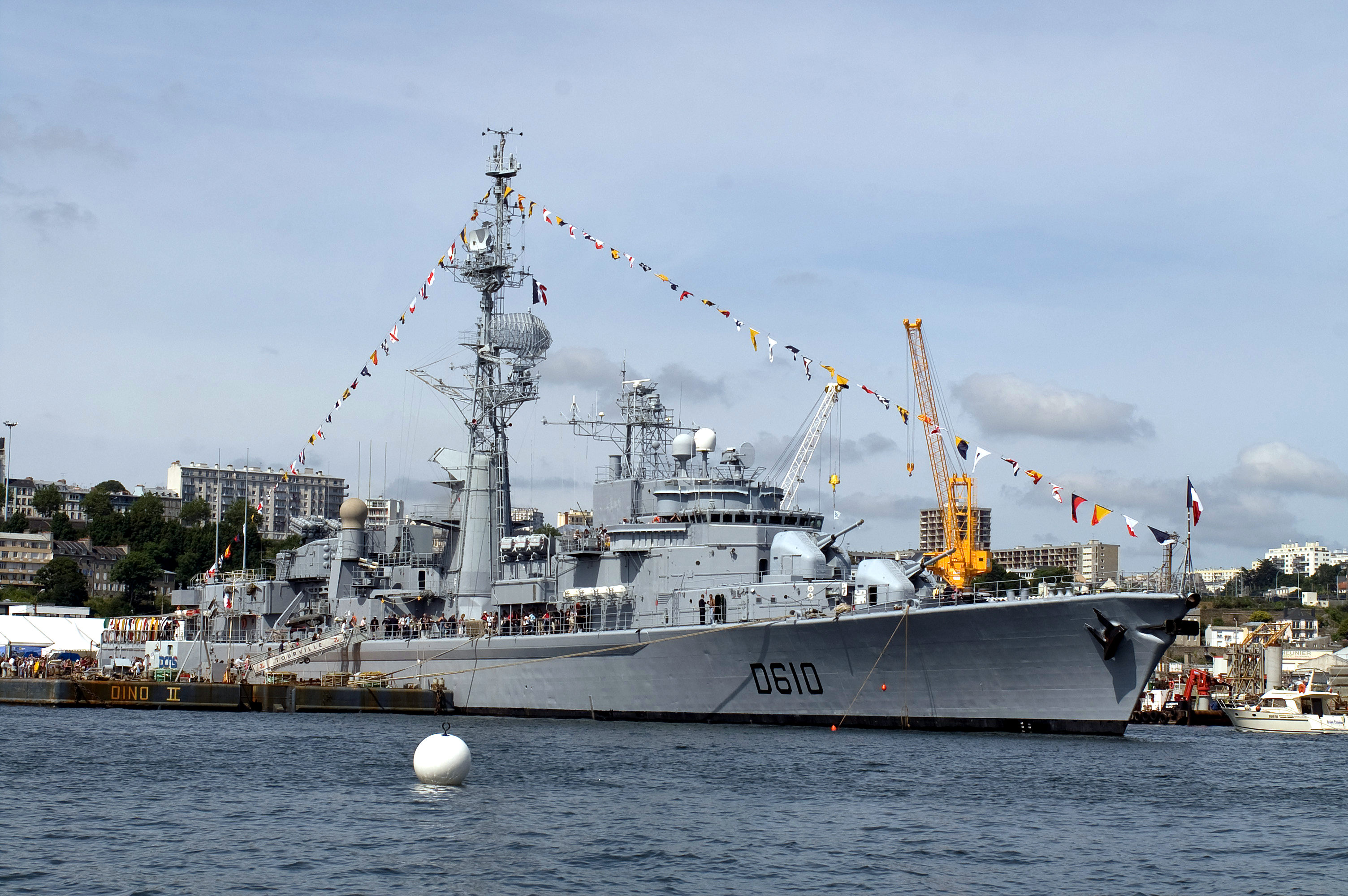
La Tourville
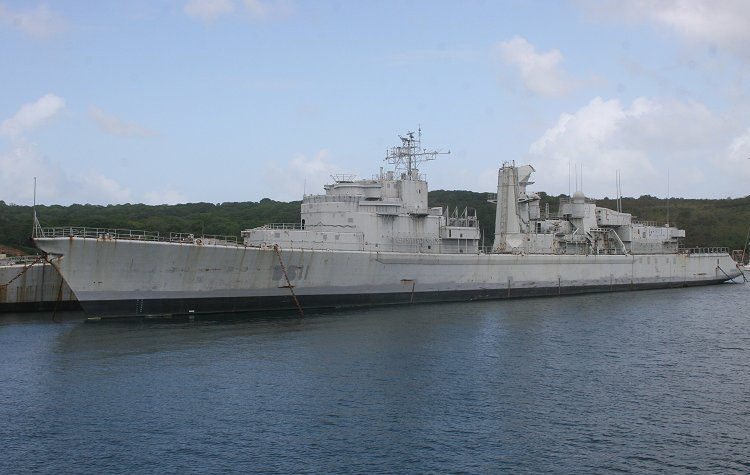
La Duguay-Trouin
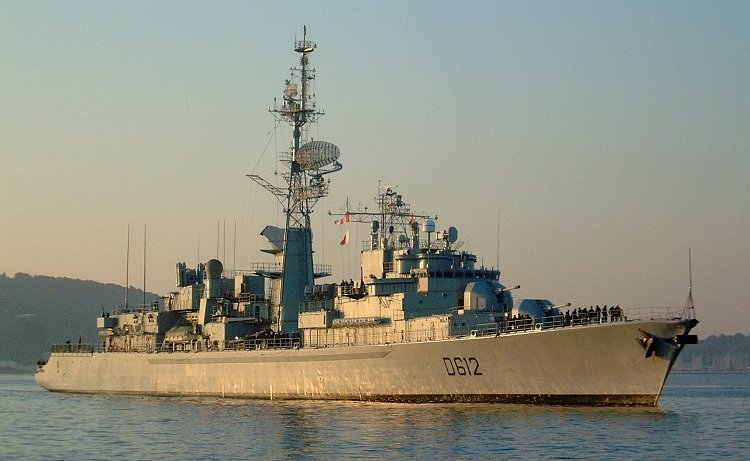
La De Grasse
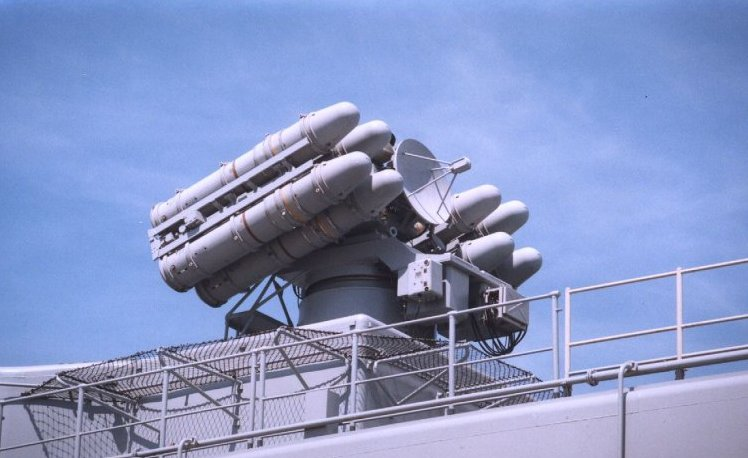
Il sistema Crotale

## Missioni
Tourville
- 1998: Exercice JMC 98.3 - Stage Reco
- 1999: Opération Trident (Operazione Allied Force)
- 2000: Opération Myrhe
- 2000: Exercice franco-émirien Golfe 2000
- 2000: Exercice Baltops
- 2000: Mission Unified Spirit
- 2001: Exercices en Méditerranée
- 2002: Exercice Péan
- 2003: Stage Cevaco
- 2003: Manoeuvre en Atlantique (Spontex 3)
- 2003: Intégration à l'Euromarfor
- 2003: Opération Intelstop
- 2004: Crash d'un Boeing 737
- 2005: Mission en Atlantique et Manche (exercice MNME-05 (Multi National Maritime Exercise) e CANFREX (Canada – France Exercice))
- 2005: Exercice Spontex 05
- 2006: IPER à Brest
- 2006: Mission en Méditerranée (Exercice Péan)
- 2007: Mission en océan Indien (Agapanthe 07)
- 2007: Exercice Spontex en Atlantique
- 2008: Exercice franco-russe
- 2008: Entraînement de la Brigade Protection du Tourville au 2e RIMa
- 2008: Exercice Morskoul
- 2008: Exercice Grampus
- 2008: Mission dans le Grand Nord
- 2009: Arrêt technique
- 2009: Exercice FRUKUS 09 (FRance-RUssie-UK-USA)
- 2010: Mission Agapanthe

2011: Opération Atalante
Duguay-Trouin
- 1999: Escale à Tokyo
- 1999: Escale à Istanbul
- 1999: L'Euromarfor rencontre le GEAOM, escale au Pirée
- 1999: Retour du GEAOM à Brest

De Grasse
- 1998: Téléthon, de Brest à Lanveoc
- 1999: Stage RECO (Remise en Condition Opérationnelle)
- 1999: Exercice Péan 99
- 2000: Escale à Casablanca
- 2000: Escale aux Açores
- 2000: Escale à New-York à l'occasion de l'International Naval Review
- 2000: Protection du sommet européen de Biarritz
- 2000: Mission dans le Grand Nord - escale à Tromsoe
- 2001: La Force Navale Franco-Allemande (FNFA) en Atlantique
- 2001: Exercice Spontex
- 2001: Escale à Portsmouth (Festival International of the Sea (IFOS))
- 2001: Conférence maritime à bord du De Grasse
- 2002: Départ du De Grasse et du Le Bihan vers la mer d'Oman
- 2002: Retour de mission Héraclès du De Grasse
- 2002: Départ de la Route du Rhum
- 2003: IPER (Indisponibilité périodique pour entretien et réparation)
- 2004: Mission anti-terroristes
- 2005: Mission dans le Nord
- 2006: Perte du sonar remorqué par fortune de mer
- 2006: Assistance à une vedette britannique
- 2006: Perte d'un élément de l'ALR
- 2007: IPER à Brest
- 2007: Dans la tempête
- 2008: Participation à l'Armada 2008 de Rouen.
- 2008: Force Intérimaire des Nations Unies au Liban (FINUL)
- 2009: Mission Impartial Behaviour (EUROMARFOR)